# Hoplolabis (Parilisia) dichroa
Hoplolabis (Parilisia) dichroa is een tweevleugelige uit de familie steltmuggen (Limoniidae). De soort komt voor in het Palearctisch gebied.